# Krusty the Clown
«Krusty the Clown» (укр. «Красті — клоун») — восьма серія тридцятого сезону мультсеріалу «Сімпсони», прем'єра якої відбулась 25 листопада 2018 року у США на телеканалі «Fox».

## Сюжет
Коли газета початкової школи Спрінґфілда «Щоденний чотирикласник» починає втрачати гроші, директор Скіннер призначає нового редактора, який призначає Лісу телевізійним рекапером. Вона незабаром розуміє, що у Гомера талант до написання відгуків на шоу і дає йому роботу.
Гомер успішний, але його погані відгуки про «Шоу Клоуна Красті» викликають розчулення Красті. Через це він намагається збити Гомера з дороги.
Після інциденту з допомогою Барта Красті ховається у малобюджетному цирку. Він знаходить там своє щастя як справжній цирковий клоун.
Коли цирк збанкрутував, Красті виручає їх надаючи гроші. Однак, разом з цим він признається колегам, що є телевізійним клоуном. Він повертається на телебачення після того, як його виправдовує суд присяжних, ворожий до Гомера Сімпсона.
Тим часом постійна діяльність Гомера як телекритика викликає проблеми у його шлюбі, і він йде працювати у спеціальну корпорацію «Google-Disney». Гендиректор корпорації намагається утримати Гомера на роботі, пояснюючи, що багатьох шоу насправді не існує, але мережі рекламують їх лише для шуму.
Зрештою Гомер та Ліса викривають шахрайство у редакції «Щоденного чотирикласника», але статтю видаляють та замінюють клікбейтом.

## Виробництво
У вирізаній сцені Красті, прочитавши відгук Гомера, кричить на своїх сценаристів і погрожує їм.

## Ставлення критиків і глядачів
Під час прем'єри серію переглянули 2,11 млн осіб з рейтингом 0.8, що зробило її найпопулярнішим шоу на каналі «Fox» тієї ночі.
Денніс Перкінс з «The A.V. Club» дав серії оцінку B-, сказавши, що серія «показує, що відбувається, коли творці шоу розгойдуються, але промахуються»
Родні Хо з «AJC» дав серії оцінку A, заявивши:
|  | Зрештою, ця серія надає загостреного значення телерекаперам, що я ціную. Однак, якщо чесно, я не впевнений, що ця частина моєї роботи [так] важлива, як раніше. Проте, оскільки цей епізод стосується моєї роботи, і я легкоманіпулюючий журналіст-нарцис, я даю цій серії оцінку A! |

Тоні Сокол з «Den of Geek» дав серії чотири з половиною з п'яти зірок, сказавши, що «це чудова серія, достатньо хороша, щоб бути частиною четвертого сезону».
У лютому 2019 року сценарист серії Раян Кох був номінований на премію Гільдії сценаристів Америки в області анімації 2018 року.
Згідно з голосуванням на сайті The NoHomers Club більшість фанатів оцінили серію на 4/5 із середньою оцінкою 3,18/5.